# Verwaltungsgemeinschaft Burgbernheim
In der Verwaltungsgemeinschaft Burgbernheim im mittelfränkischen Landkreis Neustadt an der Aisch-Bad Windsheim haben sich folgende Gemeinden zur Erledigung ihrer Verwaltungsgeschäfte zusammengeschlossen:
1. Burgbernheim, Stadt, 3464 Einwohner, 42,30 km²
2. Gallmersgarten, 819 Einwohner, 15,18 km²
3. Illesheim, 962 Einwohner, 21,42 km²
4. Marktbergel, Markt, 1609 Einwohner, 24,19 km²

Sitz der Verwaltungsgemeinschaft ist Burgbernheim.
Vorsitzender der Verwaltungsgemeinschaft ist Matthias Schwarz.